# Bouglon
Bouglon est une commune du Sud-Ouest de la France, située dans le département de Lot-et-Garonne, en région Nouvelle-Aquitaine.

## Géographie

### Localisation
Située dans le Queyran et le Pays d'Albret, dans les Landes de Gascogne en landes de Lot-et-Garonne, la commune se trouve à 56 km au nord-ouest d'Agen, chef-lieu du département et à 14 km au sud-sud-ouest de Marmande, chef-lieu d'arrondissement.

### Communes limitrophes
Bouglon est limitrophe de cinq autres communes.
Les communes limitrophes sont  Argenton, Grézet-Cavagnan, Guérin, Sainte-Marthe et Samazan.
|        | Samazan  |                 |
| Guérin | Bouglon  | Sainte-Marthe   |
|        | Argenton | Grézet-Cavagnan |

### Hydrographie
L'Avance fait, à peu près, office de limite communale sud-est avec la commune de Grézet-Cavagnan.

### Climat
Pour des articles plus généraux, voir Climat de la Nouvelle-Aquitaine et Climat de Lot-et-Garonne.
Historiquement, la commune est exposée à un climat océanique aquitain.  
En 2020, Météo-France publie une typologie des climats de la France métropolitaine dans laquelle la commune est exposée à un climat océanique et est dans la région climatique Aquitaine, Gascogne, caractérisée par une pluviométrie abondante au printemps, modérée en automne, un faible ensoleillement au printemps, un été chaud (19,5 °C), des vents faibles, des brouillards fréquents en automne et en hiver et des orages fréquents en été (15 à 20 jours).
Pour la période 1971-2000, la température annuelle moyenne est de 13,3 °C, avec une amplitude thermique annuelle de 15,1 °C. Le cumul annuel moyen de précipitations est de 789 mm, avec 11,2 jours de précipitations en janvier et 6,5 jours en juillet. Pour la période 1991-2020, la température moyenne annuelle observée sur la station météorologique la plus proche, située sur la commune de Saint-Martin-Curton à 10 km à vol d'oiseau, est de 13,7 °C et le cumul annuel moyen de précipitations est de 867,2 mm,. Pour l'avenir, les paramètres climatiques de la commune estimés pour 2050 selon différents scénarios d’émission de gaz à effet de serre sont consultables sur un site dédié publié par Météo-France en novembre 2022.

## Urbanisme

### Typologie
Au 1er janvier 2024, Bouglon est catégorisée commune rurale à habitat dispersé, selon la nouvelle grille communale de densité à sept niveaux définie par l'Insee en 2022.
Elle est située hors unité urbaine. Par ailleurs la commune fait partie de l'aire d'attraction de Marmande, dont elle est une commune de la couronne,. Cette aire, qui regroupe 48 communes, est catégorisée dans les aires de 50 000 à moins de 200 000 habitants,.

### Occupation des sols

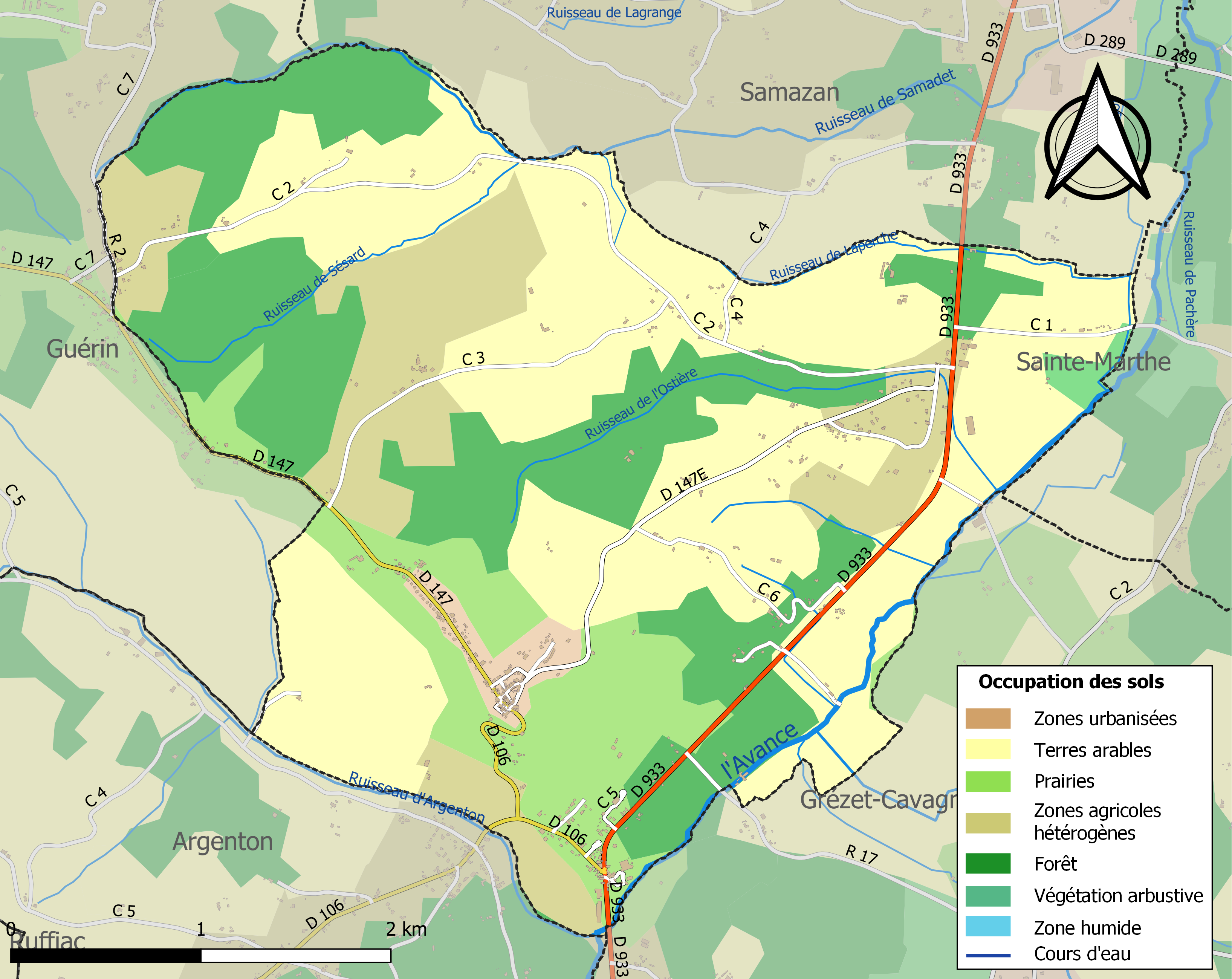
Carte des infrastructures et de l'occupation des sols de la commune en 2018 (CLC).

L'occupation des sols de la commune, telle qu'elle ressort de la base de données européenne d’occupation biophysique des sols Corine Land Cover (CLC), est marquée par l'importance des territoires agricoles (71,5 % en 2018), en diminution par rapport à 1990 (77,5 %). La répartition détaillée en 2018 est la suivante : 
terres arables (44,5 %), forêts (26,1 %), zones agricoles hétérogènes (15,4 %), prairies (11,7 %), zones urbanisées (1,8 %), milieux à végétation arbustive et/ou herbacée (0,6 %). L'évolution de l’occupation des sols de la commune et de ses infrastructures peut être observée sur les différentes représentations cartographiques du territoire : la carte de Cassini (XVIIIe siècle), la carte d'état-major (1820-1866) et les cartes ou photos aériennes de l'IGN pour la période actuelle (1950 à aujourd'hui).

### Voies de communication et transports
- Route départementale D147 qui traverse le village et mène, vers le nord-ouest, à Guérin et Cocumont et à la route départementale D3 (Sainte-Bazeille au nord, Grignols au sud) puis à Meilhan-sur-Garonne et, vers le sud-est, à Argenton et à la route départementale D933 (Marmande au nord, Casteljaloux au sud).
- Autoroute A62, accès no 5, dit de Marmande, à 6,5 km vers le nord-nord-est et autoroute A65, accès no 1, dit de Bazas, à 33 km vers l'ouest-nord-ouest.
- Gare de Marmande à 15 km vers le nord-nord-est.
- La ligne SNCF de Marmande à Mont-de-Marsan passant par Casteljaloux et fermée aux voyageurs en 1938 et aux marchandises en 1971, traverse l'est du territoire communal.

### Risques majeurs
Le territoire de la commune de Bouglon est vulnérable à différents aléas naturels : météorologiques (tempête, orage, neige, grand froid, canicule ou sécheresse), inondations, mouvements de terrains et séisme (sismicité très faible). Il est également exposé à un risque technologique,  le transport de matières dangereuses. Un site publié par le BRGM permet d'évaluer simplement et rapidement les risques d'un bien localisé soit par son adresse soit par le numéro de sa parcelle.

#### Risques naturels
Certaines parties du territoire communal sont susceptibles d’être affectées par le risque d’inondation par une crue à  débordement lent de cours d'eau, notamment l'Avance. La commune a été reconnue en état de catastrophe naturelle au titre des dommages causés par les inondations et coulées de boue survenues en 1982, 1983, 1999, 2009 et 2018,.
Les mouvements de terrains susceptibles de se produire sur la commune sont des tassements différentiels.

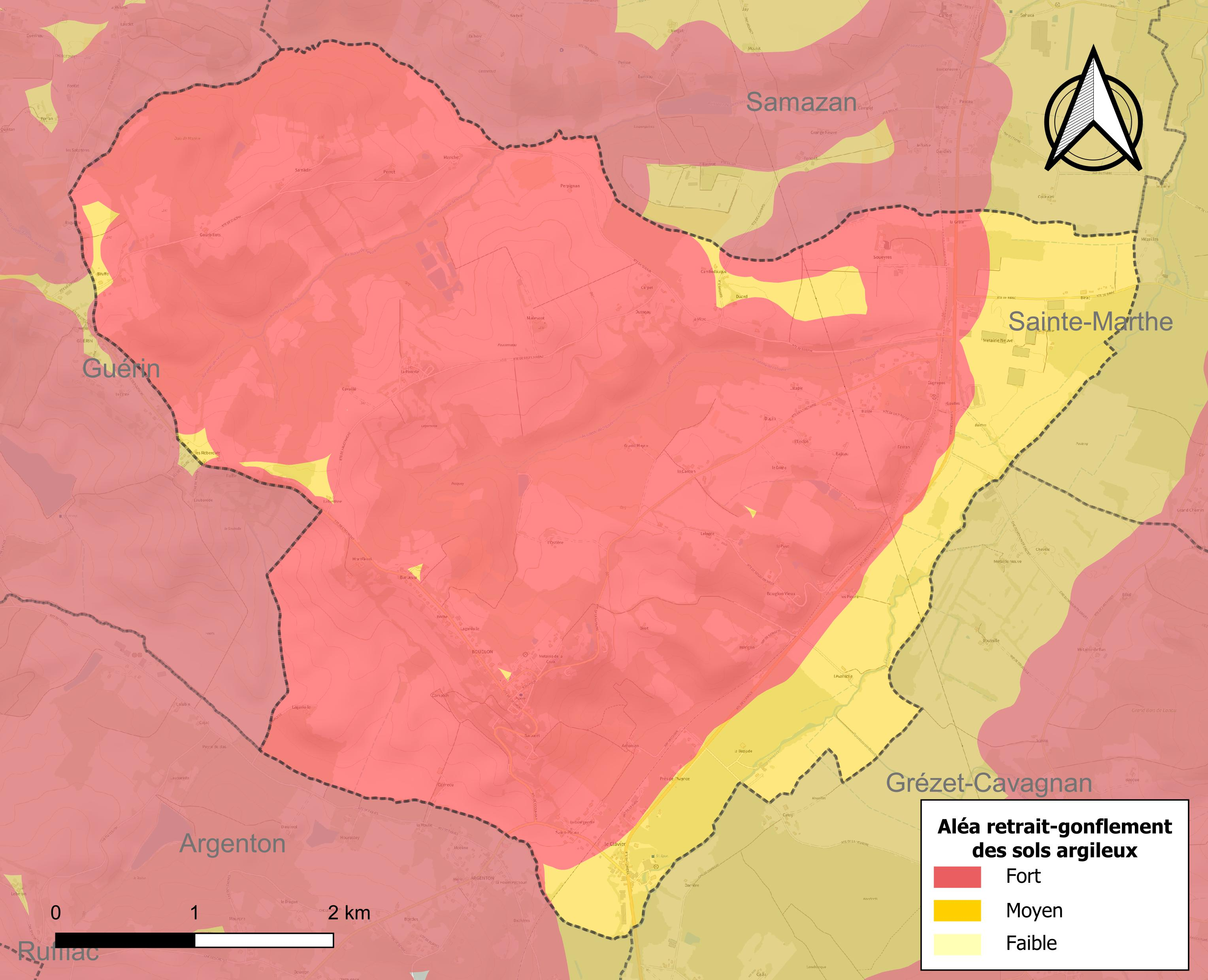
Carte des zones d'aléa retrait-gonflement des sols argileux de Bouglon.

Le retrait-gonflement des sols argileux est susceptible d'engendrer des dommages importants aux bâtiments en cas d’alternance de périodes de sécheresse et de pluie. La totalité de la commune est en aléa moyen ou fort (91,8 % au niveau départemental et 48,5 % au niveau national). Depuis le 1er octobre 2020, en application de la loi ELAN, différentes contraintes s'imposent aux vendeurs, maîtres d'ouvrages ou constructeurs de biens situés dans une zone classée en aléa moyen ou fort,.
Concernant les mouvements de terrains, la commune a été reconnue en état de catastrophe naturelle au titre des dommages causés par la sécheresse en 1989, 2002, 2003, 2011 et 2017 et par des mouvements de terrain en 1999 et 2020.

## Toponymie
Le nom de la localité est attesté sous la forme Boglonium en 1274.
D'un hypothétique *Bucculone, composé du nom de personne latin non attesté *Bucculus (variante de Buccillus, attesté), suivi du suffixe -onem.
En gascon, le nom en est Boglon.

## Histoire
À l'origine, le village était établi au flanc des collines qui surplombent la plaine de l'Avance au sud-est du territoire communal et le château seigneurial implanté sur le plus haut sommet de la région, au sud-ouest du village.

Près dudit château, se trouvait une commanderie templière dépendant de celle majeure de Cours (près de Grignols) qui devint hospitalière au début du XIIIe siècle.

Avec le temps, les villageois vinrent habiter au plus près de ces deux édifices et ce hameau devint le bourg principal tandis que l'ancien village devenait un écart sous le vocable de Bouglon-Vieux.

La seigneurie fut partagée, entre les XIIIe et XVIe siècles, plus ou moins alternativement, par les familles de Caumont et d'Albret.

## Politique et administration
| Période                                  | Période   | Identité        | Étiquette    | Qualité   |
| ---------------------------------------- | --------- | --------------- | ------------ | --------- |
| Les données manquantes sont à compléter. |           |                 |              |           |
|                                          |           |                 |              |           |
| avant 1988                               | 1989      | Élise Cazaubon  | PCF          |           |
| mars 1989                                | mars 2014 | Marie Dupiol    | UDF puis UMP | Retraitée |
| mars 2014 (réélu en mai 2020)            | En cours  | Joseph Balaguer |              |           |

## Démographie
Les habitants sont appelés les Bouglonnais.
L'évolution du nombre d'habitants est connue à travers les recensements de la population effectués dans la commune depuis 1793. Pour les communes de moins de 10 000 habitants, une enquête de recensement portant sur toute la population est réalisée tous les cinq ans, les populations de référence des années intermédiaires étant quant à elles estimées par interpolation ou extrapolation. Pour la commune, le premier recensement exhaustif entrant dans le cadre du nouveau dispositif a été réalisé en 2004.

En 2022, la commune comptait 651 habitants, en évolution de +6,9 % par rapport à 2016 (Lot-et-Garonne : −0,18 %, France hors Mayotte : +2,11 %).
| 1793  | 1800 | 1806 | 1821 | 1831 | 1836 | 1841 | 1846 | 1851 |
| ----- | ---- | ---- | ---- | ---- | ---- | ---- | ---- | ---- |
| 2 490 | 706  | 703  | 696  | 767  | 776  | 817  | 820  | 854  |

| 1856 | 1861 | 1866 | 1872 | 1876 | 1881 | 1886 | 1891 | 1896 |
| ---- | ---- | ---- | ---- | ---- | ---- | ---- | ---- | ---- |
| 845  | 901  | 810  | 745  | 702  | 742  | 709  | 668  | 610  |

| 1901 | 1906 | 1911 | 1921 | 1926 | 1931 | 1936 | 1946 | 1954 |
| ---- | ---- | ---- | ---- | ---- | ---- | ---- | ---- | ---- |
| 584  | 608  | 603  | 556  | 533  | 547  | 538  | 505  | 520  |

| 1962 | 1968 | 1975 | 1982 | 1990 | 1999 | 2004 | 2006 | 2009 |
| ---- | ---- | ---- | ---- | ---- | ---- | ---- | ---- | ---- |
| 573  | 540  | 516  | 503  | 532  | 528  | 571  | 573  | 604  |

| 2014 | 2019 | 2022 | - | - | - | - | - | - |
| ---- | ---- | ---- | - | - | - | - | - | - |
| 600  | 633  | 651  | - | - | - | - | - | - |

## Culture locale et patrimoine

### Lieux et monuments
- L'église Notre-Dame-de-l’Assomption ou église Saint-Étienne de Bouglon, sise au cœur du village, a été édifiée aux XIVe et XVe siècles en style gothique et présente un portail ogival caractéristique, en contrebas de la rue[29].
- L'église Saint-Pierre de Bouglon-Vieux, d'architecture romane, est datée du XIIe siècle et a très peu été modifiée au cours des siècles[30].
- Du château seigneurial du XIIIe siècle, ne subsiste qu'une tourelle à mâchicoulis aujourd'hui intégrée dans les bâtiments de l'école communale[31].
- Un four à pain ancien, adossé au bâtiment de la mairie, est une construction indépendante présentant une façade de brique[32].
- Au cœur du village, subsiste le manoir Saint-Louis, construit sur les bases d'une ancienne maison templière et d'un hôpital templier du XIe siècle remanié à la fin du XVIIe siècle, entièrement clos de murs, fonctionnant entre cour, jardin, potager et renfermant un pigeonnier-porche, une écurie, une étable, un four à pain, un séchoir à prunes, un chai et une grange. Au manoir était attachée une chapelle du XIIe siècle devenue église paroissiale. Depuis 2008, le manoir accueille des hôtes et abrite des expositions d'artistes[33].

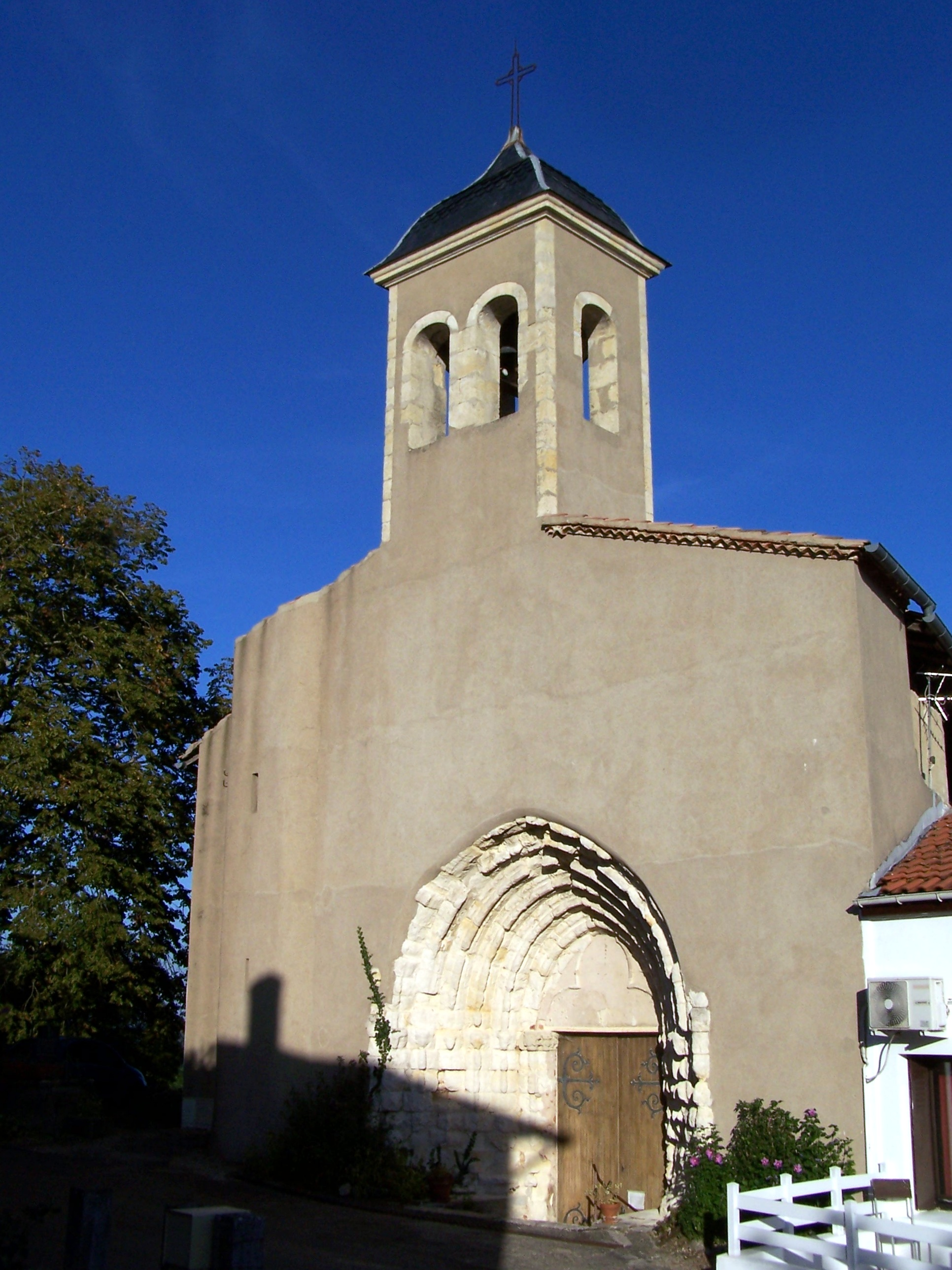
L'église Notre-Dame-de-l’Assomption (septembre 2014).
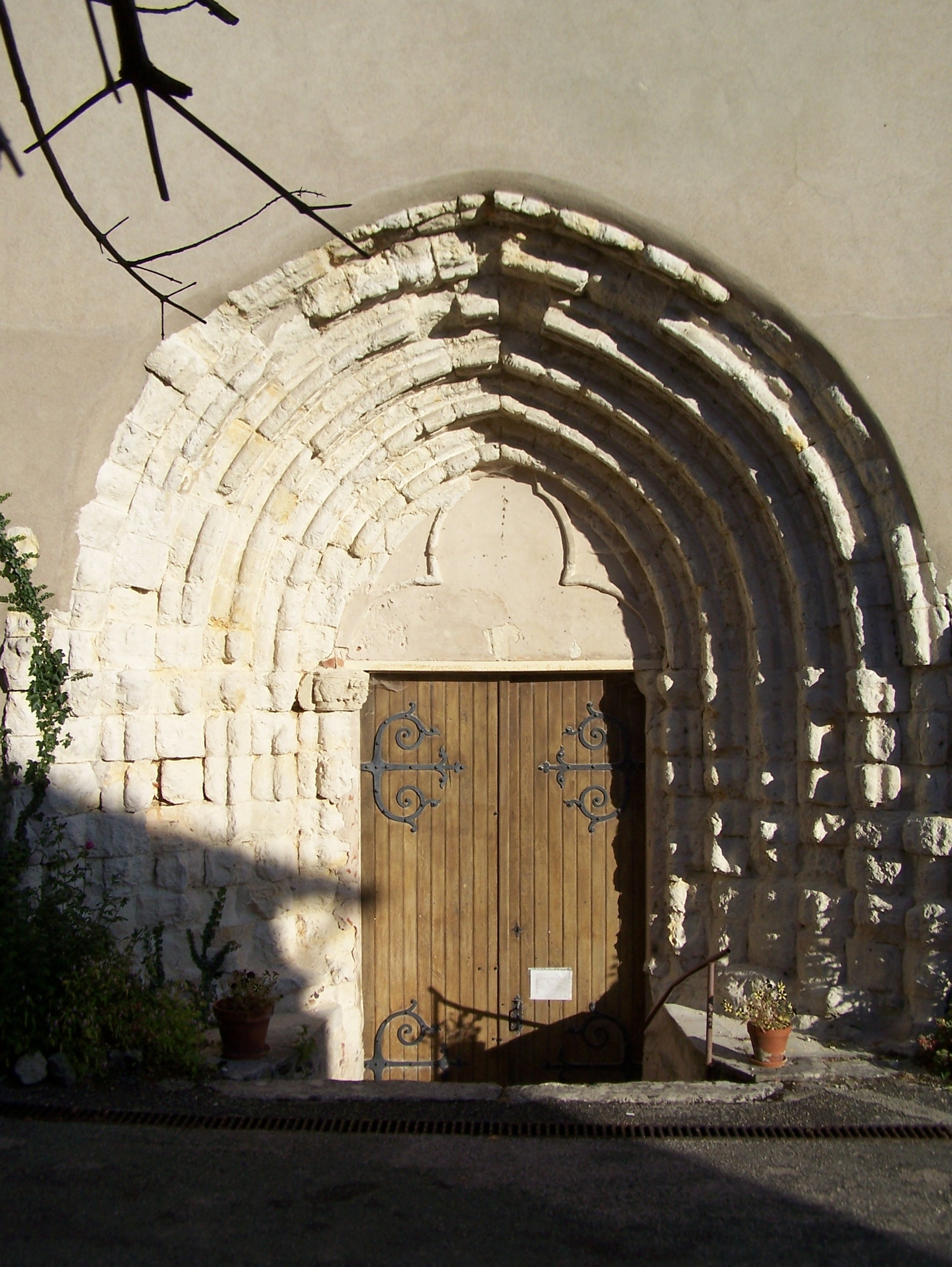
Le portail de l'église Notre-Dame (septembre 2014).
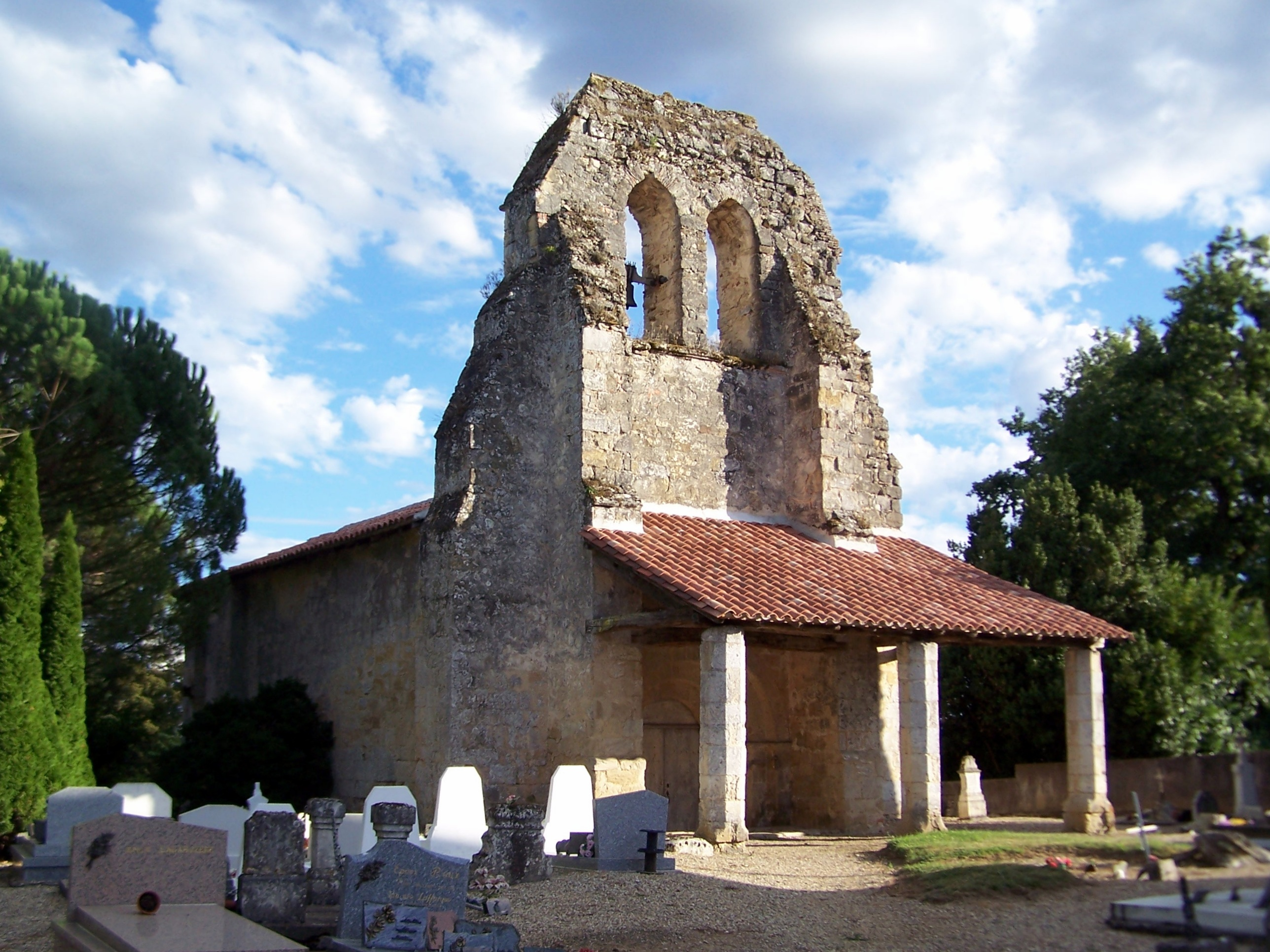
L'église Saint-Pierre de Bouglon-Vieux (septembre 2014).
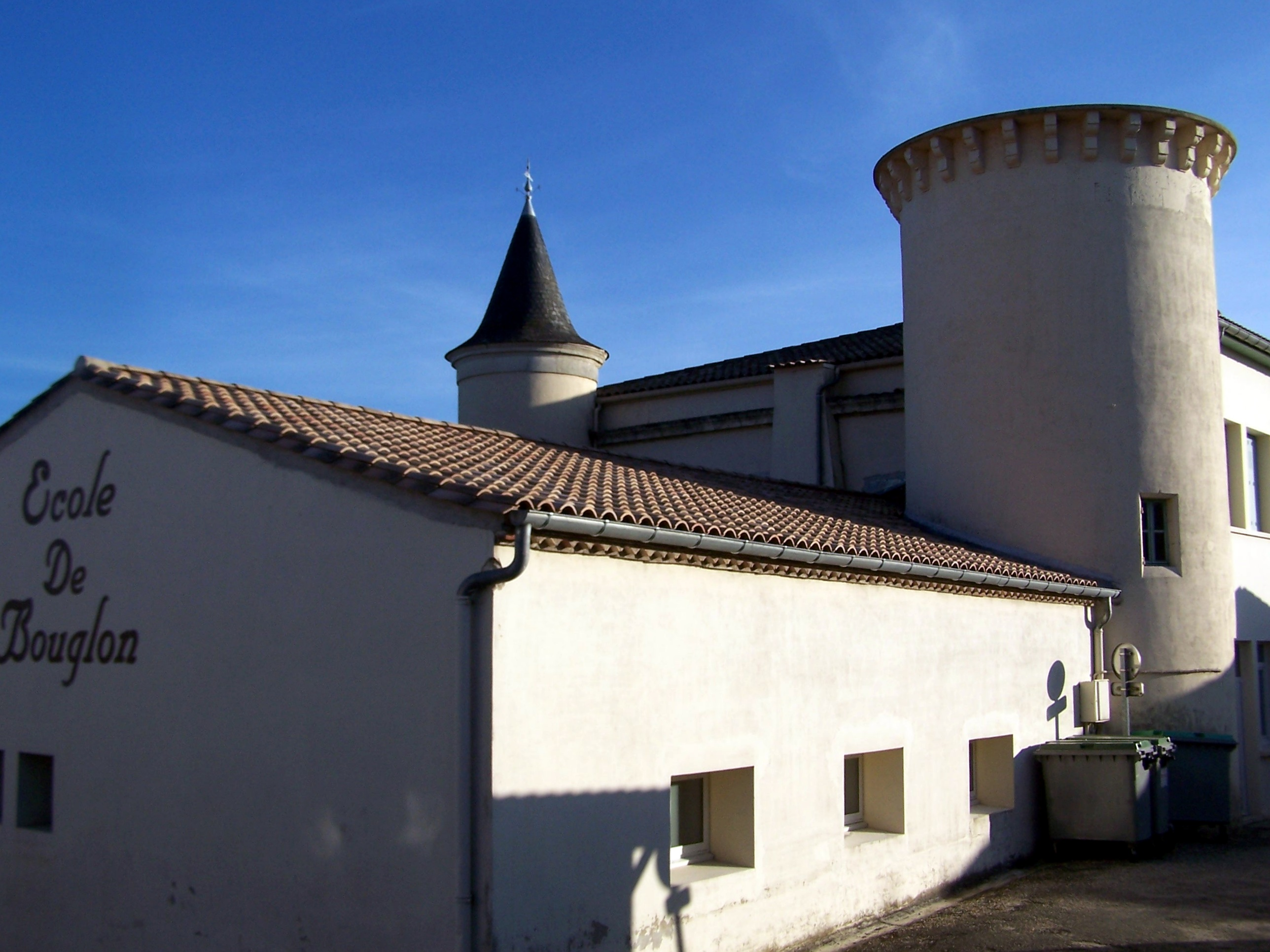
L'école communale avec, à droite, la tourelle à mâchicoulis (septembre 2014).
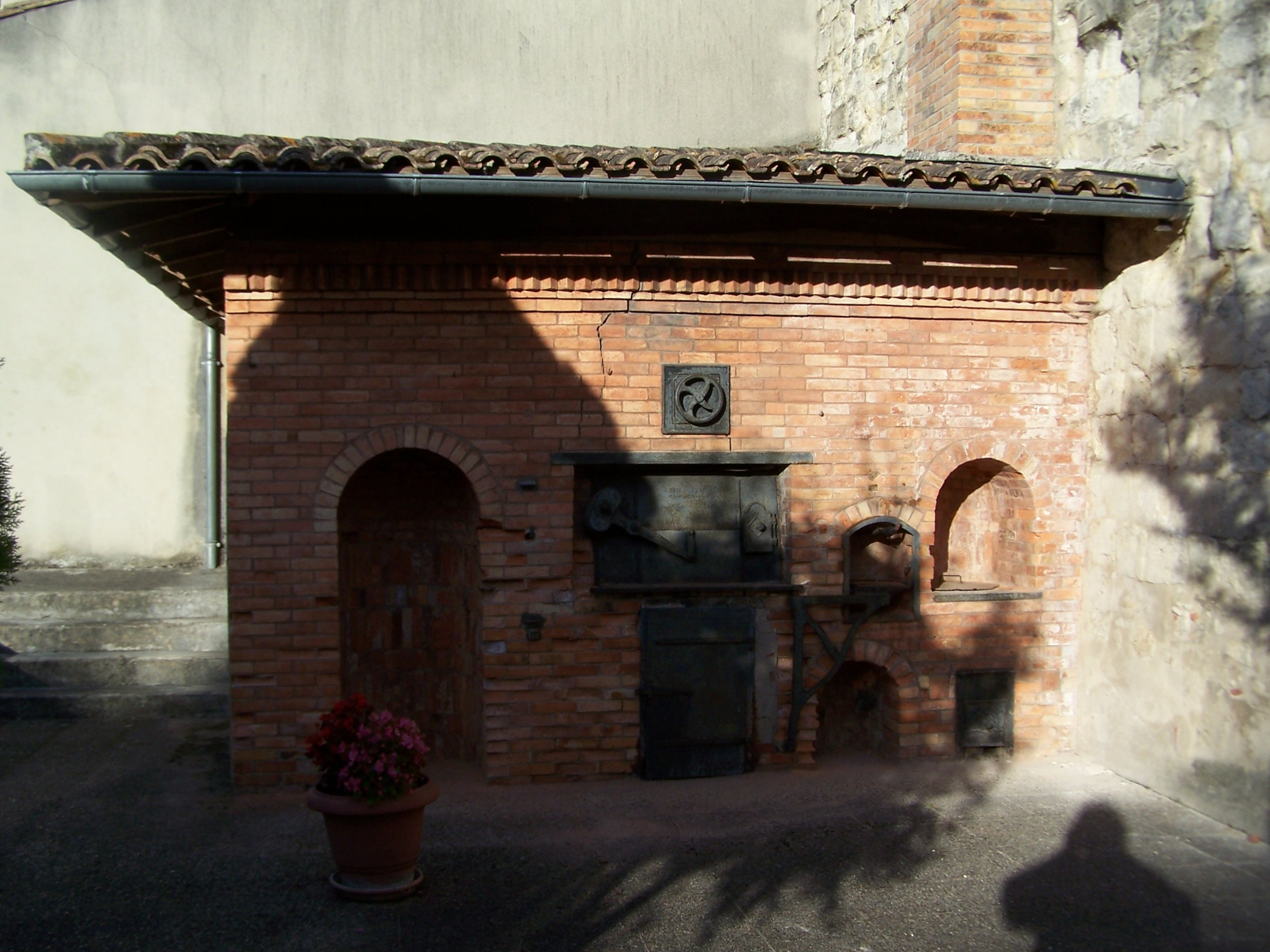
Le four à pain (septembre 2014).
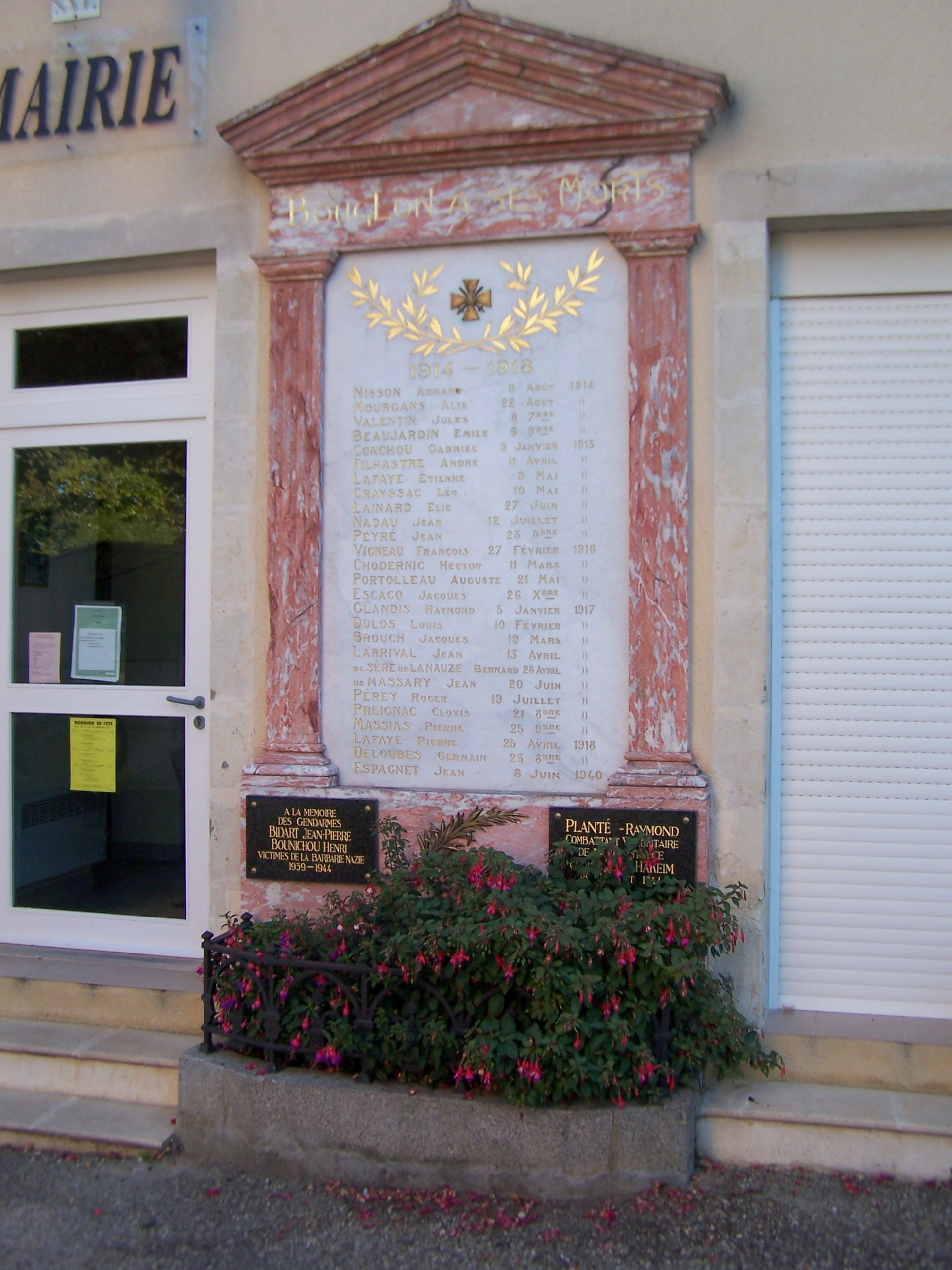
La stèle aux morts sur la façade de la mairie (septembre 2014).

### Héraldique
| Blason de Bouglon | Blason  | D'argent au bouc au naturel sur une terrasse de sinople surmonté d'un monde d'azur cintré et croiseté d'or, le tout accosté de deux épées basses de gueules garnies d'or. |
| Blason de Bouglon | Détails | Créé en 1873. Le statut officiel du blason reste à déterminer. |